# Monda (Spagna)
Monda è un comune spagnolo di 1 772 abitanti situato nella comunità autonoma dell'Andalusia, in provincia di Malaga, nella comarca del Valle del Guadalhorce.
Monda subì la dominazione dei musulmani e successivamente, in seguito alla riconquista di Malaga per opera delle truppe cristiane, fu annessa sotto la giurisdizione di Malaga. Le proprietà islamiche furono rispettate e questa coesistenza durò fino alla rivolta dei Mori che determinò la cacciata definitiva dei musulmani (XVI secolo).

## Monumenti
La città conserva ancora negli edifici del centro storico i segni inconfondibili della dominazione araba e alcuni esempi di architettura mudéjar.
Fra i principali monumenti ricordiamo 
- Il castello di origine araba, adesso convertito in hotel
- Monumento del calvario.
- Chiesa di San Giacomo Apostolo (XVII secolo).